# Chrysina spectabilis
Chrysina spectabilis är en skalbaggsart som beskrevs av Brett C.Ratcliffe och Jameson 1992. Chrysina spectabilis ingår i släktet Chrysina och familjen Rutelidae. Inga underarter finns listade i Catalogue of Life.